# 元阳石豆兰
元阳石豆兰（学名：Bulbophyllum yuanyangense）为兰科石豆兰属下的一个种。

## 扩展阅读
- 維基物種上的相關：元阳石豆兰